# Даниловка (Колпнянский район)
Даниловка — деревня в Колпнянском районе Орловской области. Входит в состав Карловского сельского поселения. Население — 17 чел. (2010).

## География
Даниловка находится в пределах центральной части Среднерусской возвышенности, в лесостепной зоне, в юго-восточной части области, в центральной части района, у впадения реки Кобылка в р. Кобылинка.
Уличная сеть не выражена; деревня сформирована двумя обособленными кварталами.
Климат
Климат умеренно континентальный; средняя температура января −8,5 °C, средняя температура июля +18,5 °C. Среднегодовая температура воздуха составляет +4,6 °C. Абсолютный минимум температуры воздуха составляет −38 °C, а абсолютный максимум +37 °C. Годовое количество осадков 500—550 мм, в среднем 515 мм. Количество поступающей солнечной радиации составляет 91-92 ккал/см². По агроклиматическому районированию деревня Даниловка, также как и весь район и поселение, относится к южному с коэффициентом увлажнения 1,2-1,3.
Часовой пояс
деревня Даниловка, как и вся Орловская область, находится в часовой зоне МСК (московское время). Смещение применяемого времени относительно UTC составляет +3:00.

## Население
| 2010 |
| ---- |
| 17   |

Национальный состав
Согласно результатам переписи 2002 года, в национальной структуре населения русские составляли 93 % от общей численности населения в 28 жителей.

## Инфраструктура
Личное подсобное хозяйство с зоной сельскохозяйственного использования, индивидуальная застройка усадебного типа. Свыше 20 домов газифицированы. Газопровод низкого давления обслуживает Орловский филиал ОАО «Газпромрегионгаз» Колпнянский РЭУ.
Водоснабжение — через водозабор из единственной артезианской скважины.

## Достопримечательности
Памятник истории, культуры и архитектуры «Усадьба Комарова» (регистрационный номер 5710759000) датируется первой половиной XIX в..

## Транспорт
Автомобильная дорога общего пользования местного значения «Екатериновка - Даниловка» (идентификационный номер 54-223 ОП МР 223С-50 ).
Просёлочные дороги.